# Gary Titley
Gary Titley (Salford, 19 gennaio 1950) è un politico britannico.

## Biografia
Nato a Salford, Titley studiò all'Università di York. Lavorò come insegnante, poi come responsabile della campagna elettorale per Terry Pitt e, in seguito, per John Bird. 

## Carriera politica
Fu membro del Consiglio della contea delle West Midlands dal 1981 al 1986 e si candidò senza successo per Bromsgrove alle elezioni generali del 1983 e per Dudley West alle elezioni generali del 1987.
È stato direttore del West Midlands Enterprise Board e ha presieduto la West Midlands Co-op Finance Company e la Black Country Co-op Development Agency. In precedenza, è stato membro della Commissione per le imprese del Partito Laburista per la riforma elettorale.
È stato eletto per la prima volta al Parlamento europeo nel giugno 1989. Dal 1991 al 1993 è stato presidente della commissione parlamentare mista con la Finlandia, dal 1991 al 1994 ha ricoperto l'incarico di relatore del Parlamento sull'adesione della Finlandia all'UE, dal 1993 al 1994 è stato presidente e fondatore dell'Assemblea parlamentare paritetica dello Spazio economico europeo, dal 1996 al 1999 è stato portavoce per gli affari esteri del Gruppo Socialista, dal 1997 al 2001 ha ricoperto l'incarico di segretario di gabinetto dell'onorevole Robin Cook, segretario degli esteri, dal 1999 al 2002 quello di presidente della commissione parlamentare mista con la Lituania e dal 2002 al 2004 è stato vicepresidente del Gruppo Socialista responsabile per l'allargamento. Ha inoltre ricoperto la carica di leader del Partito Laburista Parlamentare Europeo (EPLP) dal 2002 fino al gennaio 2009.
Nel gennaio 2004 un pacco bomba fu spedito al suo ufficio e aperto dalla moglie, sua collaboratrice. Iniziò immediatamente a propagare fumo per poi prendere fuoco, ma nessuno rimase ferito.
Per le sue attività al Parlamento europeo è stato nominato Commendatore dell'Ordine della Rosa bianca di Finlandia e dell'Ordine del granduca Gediminas di Lituania.
Nel 2009 annunciò che non si sarebbe ricandidato alle elezioni europee del 2009.